# Alessandro Baronti
Alessandro Baronti, né le 4 juin 1967 à Florence, est un coureur cycliste italien. Professionnel de 1995 à 2001, il a notamment remporté une étape du Tour d'Italie 1997.

## Palmarès

### Palmarès amateur
- 1986
  - 2e du Giro del Valdarno
- 1987
  - Coppa Mobilio Ponsacco
- 1991
  - 3e du Grand Prix Industrie del Marmo
- 1992
  - Milan-Rapallo
  - 2e du Gran Premio La Torre
  - 2e du Circuito Guazzorese
- 1993
  - Grand Prix Industrie del Marmo
  - Giro del Valdarno
  - 2e du Giro del Canavese
  - 2e de la Piccola Tre Valli Varesine
- 1994
  - Giro del Belvedere
  - Trofeo Sportivi di Briga
  - 2e du Grand Prix Industrie del Marmo
  - 2e du Trophée Matteotti espoirs

### Palmarès professionnel
| - 1996 - 2e du Tour de la province de Reggio de Calabre - 3e du Grand Prix de la ville de Camaiore - 6e du Grand Prix de Suisse - 1997 - 15e étape du Tour d'Italie - Tour du Latium - 3e de la Coppa Placci | - 1998 - 2e du Trophée Melinda - 1999 - Tour de la province de Syracuse - Grand Prix de l'industrie et du commerce de Prato - 2000 - Giro d'Oro - 2e du Giro del Medio Brenta |

## Résultats sur les grands tours

### Tour de France
2 participations
- 1996 : 112e
- 1999 : 138e

### Tour d'Italie
2 participations
- 1997 : 70e, vainqueur de la 15e étape
- 1998 : abandon

## Distinctions
- Mémorial Gastone Nencini (révélation italienne de l'année) : 1997